# Antonio Vasilacchi
Antonio Vasilacchi, känd som Aliense, född 1556 på Milos, död 1629 i Venedig, var en grekisk-italiensk konstnär.
Antonio Vasilacchi kom som ung från Grekland till Venedig där han blev elev till Paolo Veronese och utbildade sig senare under Tintoretto som han bland annat hjälpte i arbetet med Dogepalatset. Han var även verksam i Perugia, Madrid och Polen. Vasilacchi arbetade med komplicerade kompositioner i den venetianska färgskalan. Han arbetade mycket med klärobskyreffekter, även i sina teckningar.